# Aage Brix
Aage Emil Brix (Lexington, 9 marzo 1894 – Los Angeles, 16 marzo 1963) è stato un calciatore statunitense, di ruolo attaccante.

## Carriera

### Club
Ha sempre giocato nel campionato statunitense.

### Nazionale
Ha partecipato alle Olimpiadi del 1924.